# 口姓
（模板待补充写法和注音）
口姓，為中國的一個罕見姓氏。其淵源如下：
1. 在《辞海》“口”这个字的最后一条解释中，说：羌姓。
2. 在《后汉书·西羌传》中有关于烧何羌的记载，汉顺帝元年签到安定郡，其种人有三千人落户在今庆阳西北。
3. 罕羌和开羌在渭河北岸活动，后来合成罕开羌，又合字为「井」。他们以“井”为姓。
4. 西夏建国后，有一支左惟窑族居于荔原堡。

综上，庆阳西北就是今泾川一带，“井”姓很可能演化为后来的“口”姓。“荔原堡”可能就是今荔堡原。荔堡原就是现在的袁口乡，也是口姓族人聚集地。

## 延伸阅读
[在维基数据编辑]
 《欽定古今圖書集成·明倫彙編·氏族典·口姓部》，出自陈梦雷《古今圖書集成》